# Snökrabba
Snökrabba, (Chionoecetes opilio) är en kräftdjursart som först beskrevs av J. C. Fabricius 1788.  Chionoecetes opilio ingår i släktet Chionoecetes och familjen Oregoniidae. Utöver nominatformen finns också underarten C. o. opilio.. Fullvuxen kan den väga mer än 1,5 kg och bli cirka 50 centimeter bred. Snökrabban finns i Stilla havet från Japan till Berings sund och i Atlanten från Cape Cod till de västliga delarna av Grönland. 1996 upptäcktes arten för första gången i Barents hav. Snökrabban har sedan dess ökat i Barents hav och ryska beräkningar tyder på att snökrabban nu kan vara minst lika talrik som kungskrabban i Barents hav .
Snökrabban är en viktig kommersiell art, den fiskas i Alaska, Kanada, Grönland, Ryssland och i ökande mängd av Norge i Barents hav.

## Bildgalleri

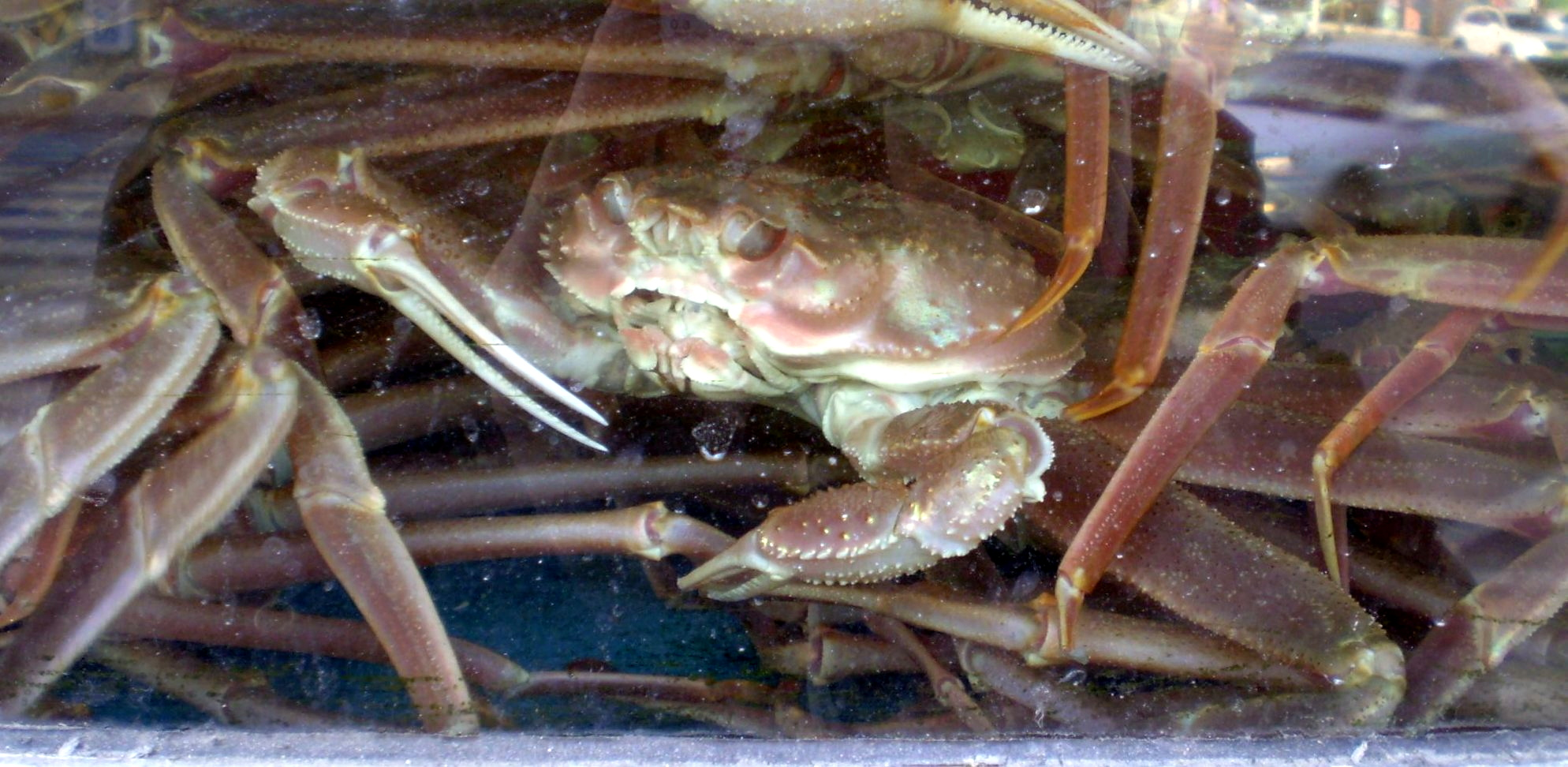
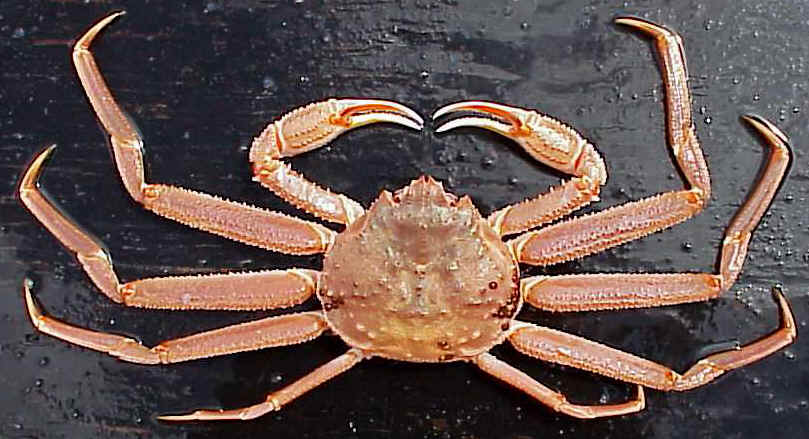
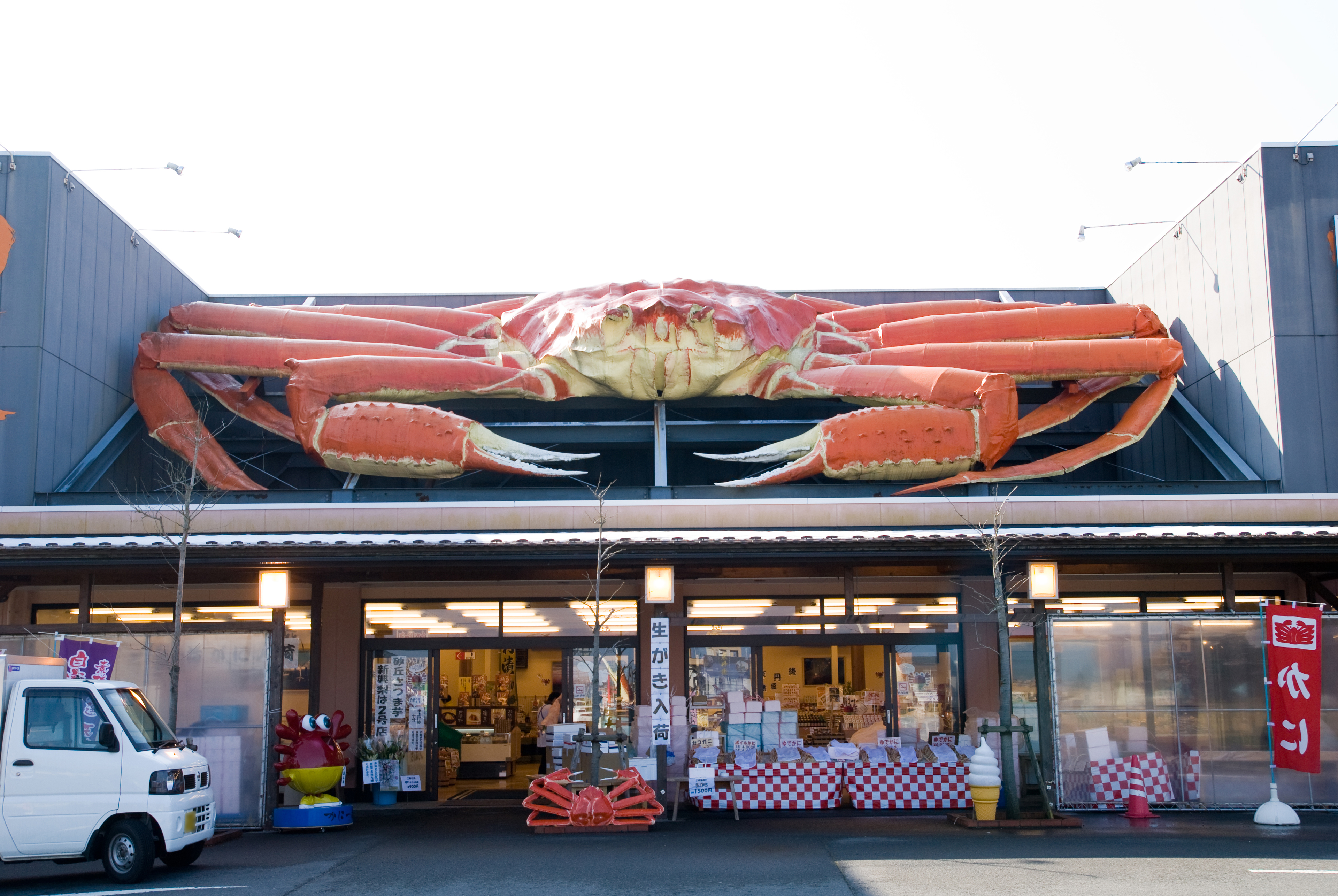
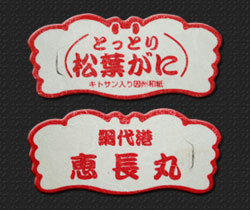